# Wiltshire Council
O Conselho de Wiltshire (em inglês: Wiltshire Council) é uma autoridade unitária para a maior parte do condado cerimonial de Wiltshire, na região Oeste da Inglaterra, criada em Abril de 2009. É a autoridade sucessora do Conselho do Condado de Wiltshire (1889–2009) e também de quatro conselhos distritais—Kennet, North Wiltshire, Salisbury e West Wiltshire—todos criados em 1973 e abolidos em 2009.

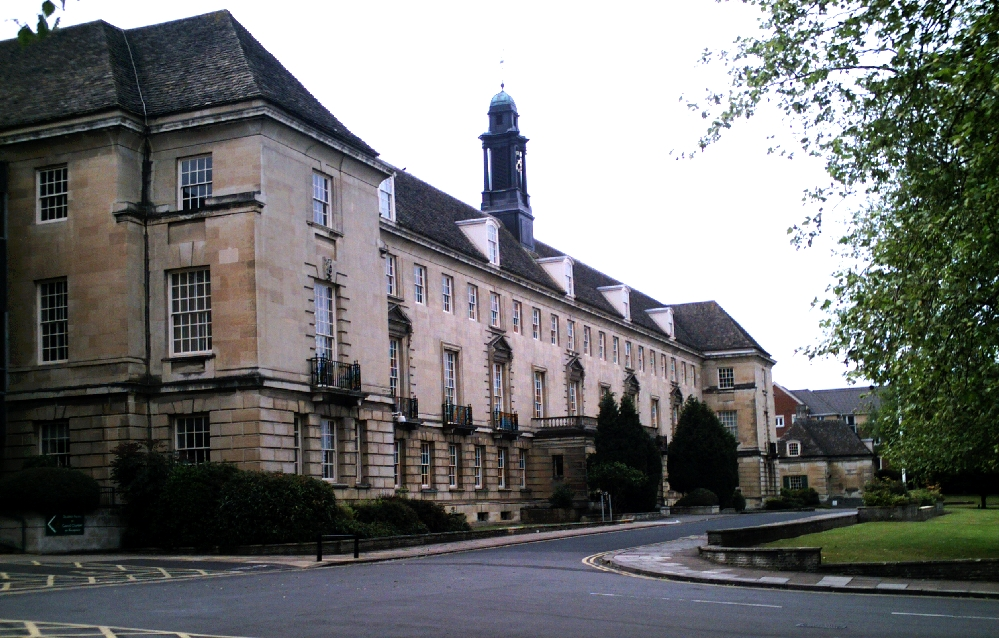
Edifício da Câmara Municipal do Conselho de Wiltshire em Trowbridge

O condado cerimonial de Wiltshire consiste em duas zonas de autoridades unitária, Wiltshire e Swindon, administradas, respectivamente, pelo Conselho de Wiltshire e  Conselho Borough de Swindon. Antes de Abril de 2009, Wiltshire era administrada como condado não-metropolitano pelo Conselho do Condado de Wiltshire, com quatro distritos Kennet, North Wiltshire, Salisbury]] e West Wiltshire. Swindon, a norte do condado, tem-se mantido como uma autoridade unitária separada desde 1997, e a 5 de Dezembro de 2007 o Governo britânico anunciou que o restante Wiltshire passaria a deter o estatuto de autoridade unitária. Esta decisão foi efectivada por um decreto integrado nas mudanças estruturais do governo local da Inglaterra de 2009. Até à data, este foi um dos caso mais bem sucedidos de iniciativa Unitária no Reino Unido, alcançado em tempo útil e abaixo do orçamento.